# ミリ・ヴァニリ

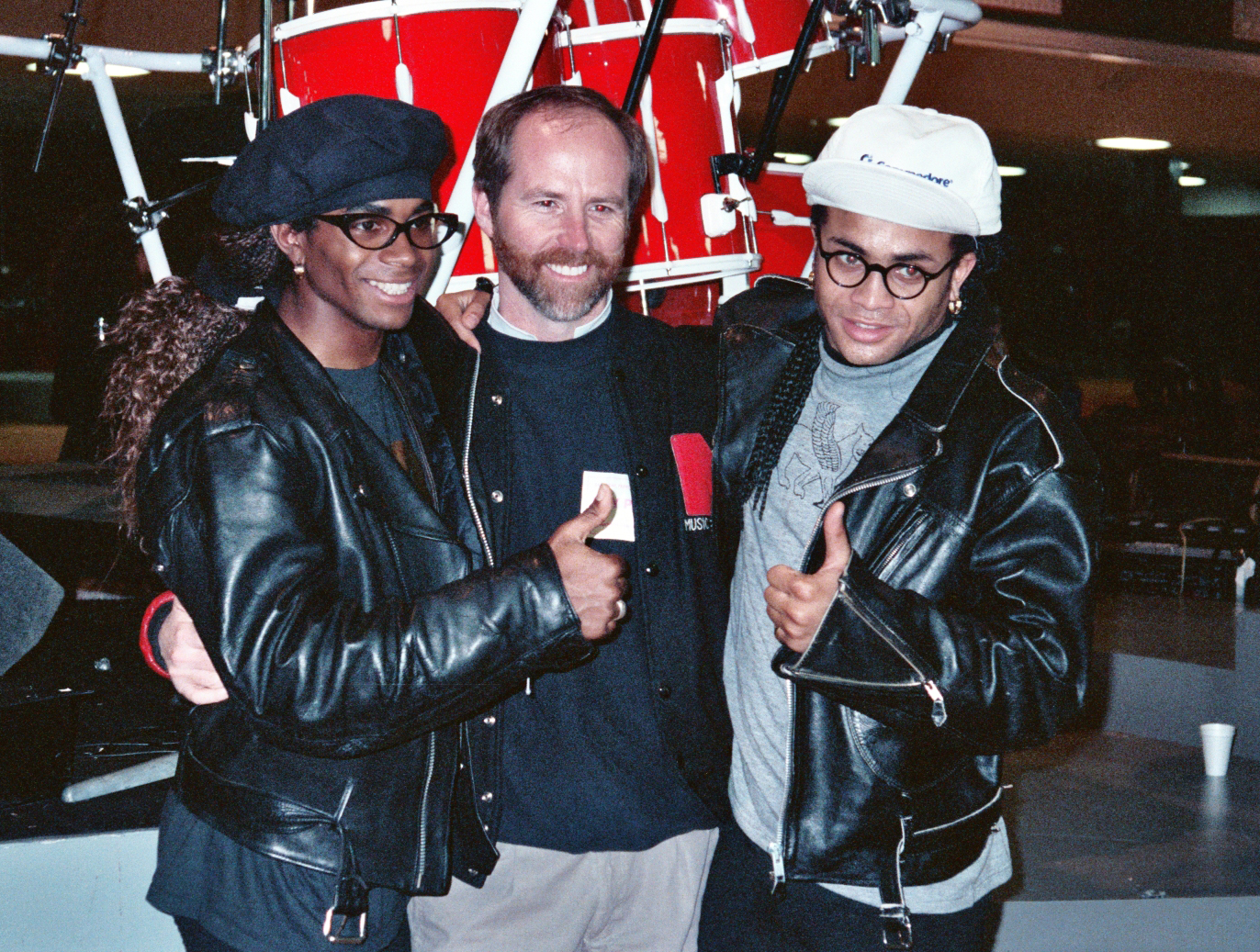
モーヴァン（左）、ピラトゥス（右）

ミリ・ヴァニリ（Milli Vanilli）はロブ・ピラトゥス（1965年6月8日 -  1998年4月3日）、ファブリス・モーヴァン（1966年5月14日 - ）の2人組ダンス・ユニット。デビューから4曲の大ヒットを放ちグラミー賞を受賞したが、後に別人が歌っていたことが発覚し賞を剥奪された。「ミリ・バニリ」とも表記される。

## 略歴
ロブ・ピラトゥスはアフリカ系アメリカ人の兵士の父とドイツ人の母の間にニューヨークで生まれ、ミュンヘンで育った。ファブリス・モーヴァンはパリ生まれのアフリカ系移民で、18歳でドイツへ移りミュンヘンのクラブでピラトゥスに会った。
1970年代にボニーMのプロデュースを手がけ大成功を収めたプロデューサーのフランク・フェーリアンは、ラップをフィーチャーしたダンスグループ結成を考え、チャールズ・ショウ（Charles Shaw）、ジョン・デイヴィス（John Davis）、ブラッド・ハウエル（Brad Howell）ほか数名の有望なシンガーを集めたが、フェーリアンは彼らには実力はあるものの売れるための要素、いわば「華」を欠くと考えていた。そこへピラトゥスとモーヴァンに会ったフェーリアンは、そのカリスマ性に魅せられ、彼ら二人をフロントマン、他のメンバーをシンガーとしたグループを結成した。つまり、実際に歌うのは「影武者」たるショウやデイヴィスらで、フロントマンたるピラトゥスとモーヴァンは歌わない「グループの顔」としたのである。一つの音楽グループの中でフロントマンとヴォーカルが別人物であること自体は特に問題ではないが、この事実を明らかにしていなかったことが後の悲劇を生む原因となる。なお、グループ名の「ミリ・ヴァニリ」は、ピラトゥスとモーヴァンがトルコへ旅行した際、現地で偶然見たトルコ語の宣伝文句に由来する。
1988年にフェーリアンの本拠である西ドイツからデビュー。ヨーロッパ各国でのヒットを実績にアメリカへ上陸。アリスタ・レコードと契約、「Girl You Know It's True」は全米2位、その後3枚のシングルは全米1位の大ヒットを記録する。ポップでダンサブルなサウンドと流行の兆しを見せていたラップ、モデルさながらのファッショナブルなルックスも手伝ってそのヒットは世界的に広がり、1990年には、グラミー賞の最優秀新人賞を受賞した。
ところがそのヒットがピラトゥスとモーヴァンを増長させる。二人は後にフェーリアンと対立、フェーリアンは意趣返しとばかりに彼らがレコーディングでは歌っていない、すなわち口パクであることを暴露したため大騒動となった。二人は記者会見でその事実を認めつつも 「Girl You Know It's True」 の一節を歌ってみせるが、実際の歌声は記者たちの失笑を買うほどのものであった。この事実を隠したままグラミー賞を受賞してしまったことで賞は剥奪、レコードも廃盤となり、ミリ・ヴァニリは事実上芸能界から追放された。
この騒動の後、実際に歌っていた「影武者」たちはリアル・ミリ・ヴァニリ（Real Milli Vanilli）として再デビューしヨーロッパでは一定の成功を収める。かたやピラトゥスとモーヴァンもロブ&ファブとして再デビューするが、こちらは売れるはずもなかった。 
その後、フランク・フェーリアンはピラトゥスとモーヴァンをリードヴォーカルに据え、再度ミリ・ヴァニリとしてカムバック・アルバム「Back and in Attack」を制作し復帰を目指したが、ピラトゥスはドラッグやアルコールに溺れた挙げ句に強盗事件を起こし、カリフォルニアの刑務所に3か月間服役することになる。フェーリアンはピラトゥスのドイツへの帰国費用とリハビリ施設での費用を負担して彼の復帰に尽力したものの、ピラトゥスは復帰作のプロモーションツアーを翌日に控えた1998年4月3日、フランクフルト近郊の町フリードリヒスドルフのホテル"Kent's Cube"の一室で死亡しているのが発見された。32歳没。死因はアルコールと薬物離脱プログラムに使われる処方薬の過剰摂取による偶発的なものとみられている。
2007年2月、ミリ・ヴァニリの2人の人生がユニバーサル・ピクチャーズ製作、ジェフ・ナサンソンの監督・脚本で映画化されることが発表されたものの、その後制作や公開に関する続報は伝えられなかった。しかし、2011年2月、ミリ・ヴァニリをテーマにした映画について、『ジョン・ラーベ 〜南京のシンドラー〜』を監督したフローリアン・ガレンベルガーの監督・脚本で制作されることが改めて発表された。しかし、その後の続報は伝えられていない。

## ディスコグラフィー

### シングル
- 1987年 - Dansez (Empire Bizarre)
- 1988年 - Girl You Know It's True
- 1989年 - Baby Don't Forget My Number
- 1989年 - Girl I'm Gonna Miss You
- 1989年 - Blame It On the Rain
- 1990年 - All or Nothing
- 1990年 - Megamix (Promo)
- 1990年 - Keep On Running
- 1991年 - Too Late (True Love) (リアル・ミリ・ヴァニリ)
- 1991年 - Nice' N 'Easy (リアル・ミリ・ヴァニリ)
- 1993年 - We Can Get It On (ロブ&ファブ)
- 2011年 - Anytime

### アルバム
| 発表年 | 題名                            | バンド(歌手）名        | レーベル           | 注                         |
| ------ | ------------------------------- | ---------------------- | ------------------ | -------------------------- |
| 1988年 | All or Nothing                  | Milli Vanilli          | Hansa Records/BMG  | ヨーロッパで発売           |
| 1989年 | Girl You Know It's True         | Milli Vanilli          | Arista             | アメリカで発売             |
| 1988年 | All or Nothing The U.S. Remixes | Milli Vanilli          | Hansa Records/BMG  |                            |
| 1990年 | The Remix Album                 | Milli Vanilli          | Arista             | アメリカでゴールドディスク |
| 1990年 | The Hits That Shook The World   | Milli Vanilli          | Arista             | プロモアルバム             |
| 1991年 | The Moment of Truth             | The Real Milli Vanilli | BMG                |                            |
| 1993年 | Rob & Fab                       | Rob & Fab              | Joss Entertainment |                            |
| 1998年 | Back and in Attack              | Milli Vanilli          | リリースされず     |                            |
| 2003年 | Love Revolution                 | Fabrice Morvan         | Elixir             |                            |
| 2006年 | Greatest Hits                   | Milli Vanilli          | Sony/BMG           |                            |
| TBA    | Roll                            | Fab Morvan             | Fab Morvan         |                            |
| 2007年 | Greatest Hits                   | Milli Vanilli          | Sony/BMG           |                            |